# Marosbogát
Marosbogát (románul Bogata) falu Romániában Maros megyében, Marosbogát község központja.

## Fekvése
Marosludastól 4 km-re délkeletre a Maros nagy kanyarjában, annak bal partján fekszik.

## Története
Már a bronzkorban lakott hely volt, majd a római korban katonai tábor. 1332-ben már egyházas hely. Református temploma román kori eredetű, falában római téglákkal beépítve. 1910-ben 2402, többségben magyar lakosa volt, jelentős román kisebbséggel. A trianoni békeszerződésig Torda-Aranyos vármegye Marosludasi járásához tartozott. 1992-ben 1567 lakosából 756 román, 627 magyar, 184 cigány volt. Közülük 885 ortodox és 569 református.

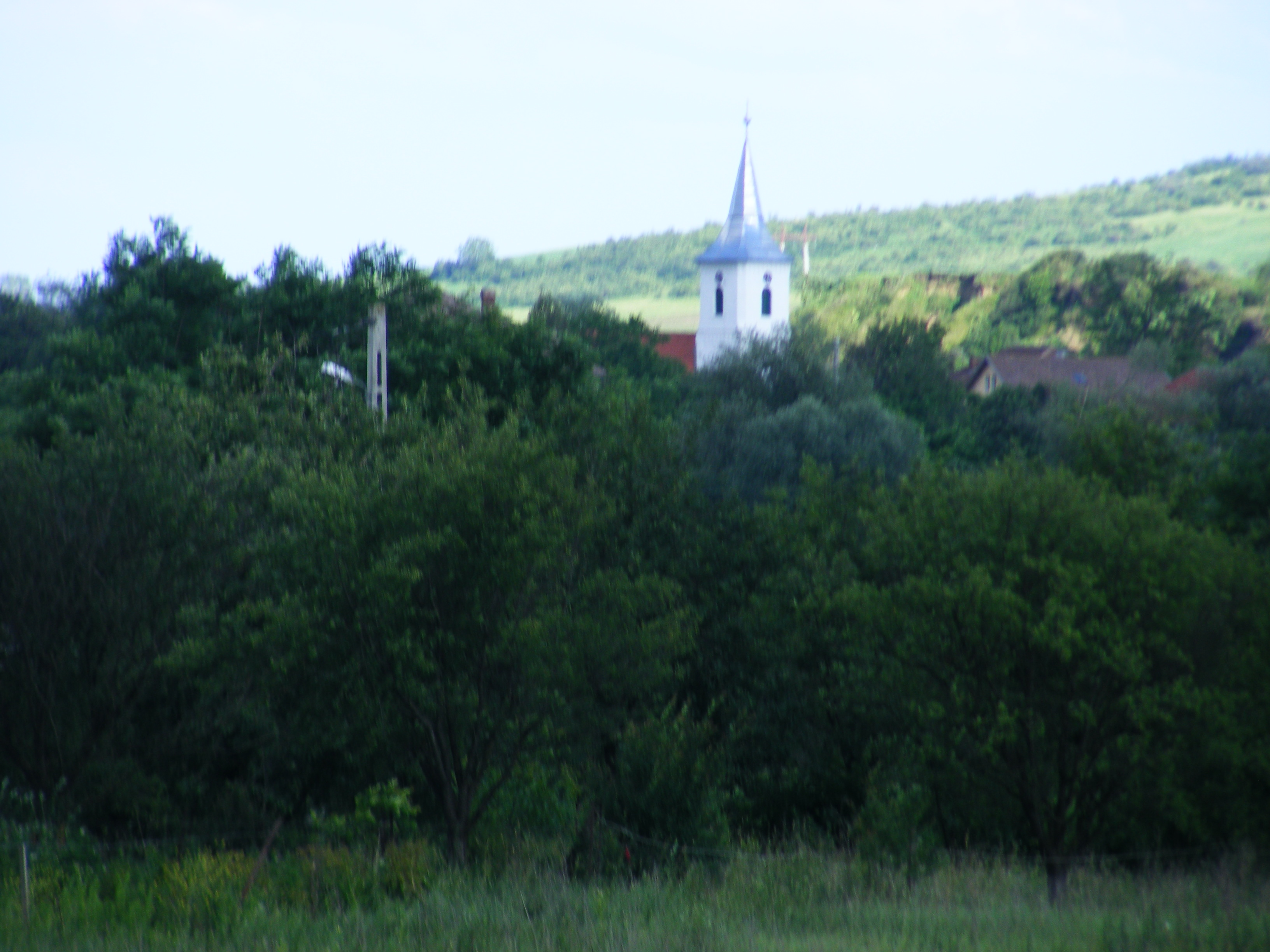

## Jegyzetek

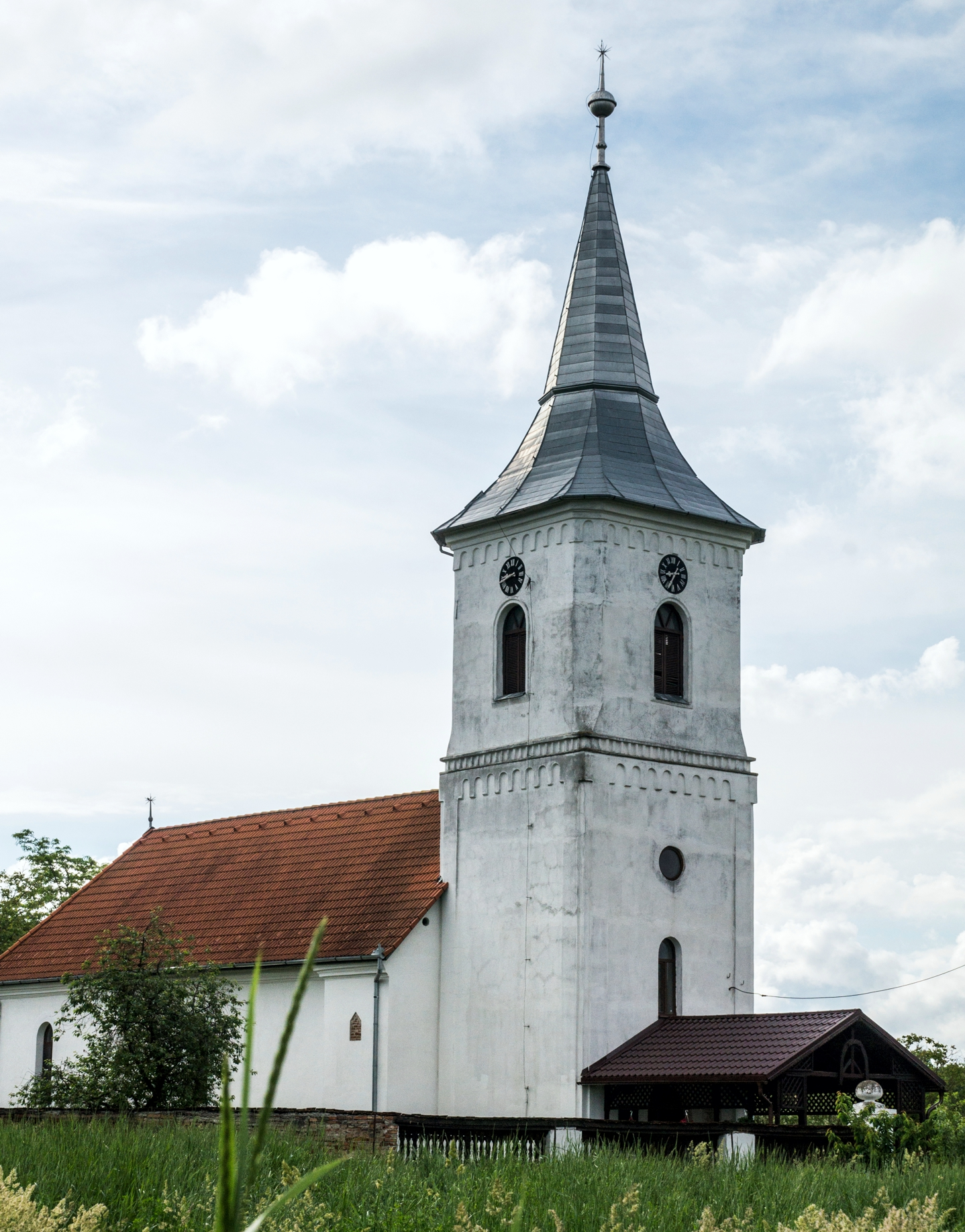
Református templom